# Каржинское озеро
Каржинское озеро (укр. Каржинське озеро) — озеро на территории Скадовского района (Херсонская область, Украина). Площадь водного зеркала — 0,92 км². Тип общей минерализации — пресное. Происхождение — лиманное. Группа гидрологического режима — сточное.

## География
Длина — 1,56 км. Ширина наибольшая — 0,75 км. Высота над уровнем моря: 1,1 м.
Озеро от Чёрного моря отделено пересыпью шириной 1,42 км. С морем (Каржинским заливом) сообщается каналом. В озеро впадает канал Краснознаменской оросительной системы. Водоём овальной удлинённой формы, вытянутый с севера на юг.
Берега пологие.
Озеро расположена возле посёлка Озёрное.